# Tranbacken
Tranbacken (finska: Kurjenmäki) är en stadsdel i Åbo i det finländska landskapet Egentliga Finland. Stadsdelen ligger sydost om Åbo centrum. Tranbackens grannstadsdelar är stadsdelarna II och III samt Kuppis, Tallbacka, Luolavuori och Hammarbacka.

## Invånare
Tranbacken hade 786 invånare år 2007, och den årliga befolkningsförändringen var −2,5 %. Av invånarna var 7,07 % under 15 år och 20,47 % över 65 år. Av befolkningen talar 92,64 % finska som modersmål, 3,39 % svenska och 3,98 % övriga språk.

## Tjänster
I Kurjenmäki ligger Åbo stads sjukhus, ÅUCS kirurgiska sjukhus och Kaskenlinna sjukhus. Trots namnen från de närliggande stadsdelarna finns även Kuppis koloniträdgård, K-Citymarket Kuppis och Tallbacka hälsostation i området. Bland Studentbystiftelsen i Åbos bostäder finns radhuset Kiertotähti i Tranbacken.